# Anne Gollogly
Anne Gollogly (Middlesbrough, 4 marzo 1953) è un'ex cestista inglese.

## Carriera
Con l'Inghilterra ha disputato i Campionati europei del 1980.